# Maryam Shadid
Maryam Shadid (Casablanca, 11 de octubre de 1969) es una astrónoma marroquí e investigadora en el Domo C, Base de investigaciones Concordia, en el continente antártico. Es considerada como la primera astrónoma del mundo comprometida a instalar un gran observatorio astronómico en la Antártida.
Realizó extensas recorridas por el Polo Sur y ha trabajado extensamente en Chile.

## Educación
Chadid nació el 11 de octubre de 1969 en Casablanca, en el seno de una familia marroquí. A los 12 años descubrió su amor por la astronomía gracias a un libro de Johannes Kepler que le regaló uno de sus seis hermanos. En 1992, Chadid se licenció en Física y Matemáticas por la Universidad Hassan II de Casablanca. En 1993, se graduó en la Universidad de Niza Sophia Antipolis con un Máster de Estudios Avanzados, y tres años más tarde se doctoró en Astronomía y Espacio por la Universidad Paul Sabatier, gracias a sus investigaciones sobre la detección de ondas de choque hipersónicas en estrellas pulsantes junto a la explicación de su origen. Además, obtuvo el más alto grado de cualificación universitaria Habilitation HDR, un segundo doctorado, en la Universidad de Niza Sophia-Antipolis. Chadid completó también varios programas de formación ejecutiva en la Escuela Harvard Kennedy de la Universidad de Harvard.

## Trayectoria
Merieme Chadid se incorporó al Centro Nacional para la Investigación Científica y al Observatorio Europeo Austral poco después de hacer el doctorado. Trabajó en el Observatorio Europeo Austral para la instalación del Very Large Telescope, el mayor telescopio del mundo en aquel momento, en el desierto de Atacama, al norte de Chile. Trabaja como astrónoma en el sistema universitario público francés, y desde 2021, es Vicepresidenta de la Unión Astronómica Internacional, División G, Estrellas y Física Estelar.
Chadid se convirtió en la primera astrónoma marroquí y francesa en llegar al corazón de la Antártida, y la primera en plantar allí una bandera árabe y otra africana (la marroquí)en 2005, cuando logró su primera expedición polar para establecer un nuevo observatorio. De sus muchos logros, el más preciado ha sido su trabajo en condiciones extremas en el corazón de la Antártida, uno de los lugares más altos, fríos, desérticos e inaccesibles del mundo. Se le considera la primera astrónoma del mundo que se comprometió a instalar un gran observatorio astronómico en la Antártida, donde ha llevado a cabo un trabajo pionero. En diversas entrevistas, ha comparado la instalación del observatorio con una misión espacial, una zona caracterizada sólo por una fina capa de turbulencia, lo que facilita la observación de objetos lejanos más que los observatorios de otras partes del mundo. Como la noche se prolonga durante varios meses al año, los investigadores de las estaciones antárticas tienen la ventaja de poder estudiar las estrellas las 24 horas del día.
Chadid promueve la educación dando charlas, asistiendo a conferencias, supervisando a estudiantes, y su documental sobre astronomía, Tarik Annujah, se ha emitido en el canal infantil de Al Yazira. Sus investigaciones más publicadas tienen como objetivo comprender y descifrar la formación estelar temprana y la evolución y pulsación estelar hacia la comprensión del Universo.
La revista Forbes la incluyó en la lista de los treinta trabajadores más interesantes y fascinantes del mundo.

## Reconocimientos
En 2008, fue reconocida como Young Global Leader en el Foro Económico Mundial, una comunidad de jóvenes capacitados para impulsar cambios de impacto positivo a nivel mundial.
En 2013, fue nombrada Oficial de la Orden de Ouissam Alaouite, una condecoración militar que el Rey de Marruecos concede a los civiles y militares marroquíes que han dado muestras de heroísmo en combate o prestado servicios meritorios al Estado marroquí.
En 2015, recibió el premio Arab Woman of the Year, organizado por la London Arabia Organisation y otorgado por la Regent's University de Londres, por sus logros en el campo de la ciencia. Fue el primer grupo en ser reconocido.